# Siren (кодек)
Siren®  — семейство запатентованных форматов широкополосного кодирования звука на основе преобразования и их реализации аудиокодеков, разработанных и лицензированных корпорацией PictureTel (приобретенной Polycom, Inc. в 2001 году). Существует три варианта кодека Siren: Siren 7, Siren 14 и Siren 22.

## Варианты
Siren 7 (или Siren7 или просто Siren) обеспечивает 7 аудио кГц, битрейт 16, 24, 32 кбит/с и частота дискретизации 16 кГц. Сирена основана на алгоритме PictureTel PT716plus. В 1999 году ITU-T одобрил рекомендацию для кодека G.722.1, основанную на алгоритме Siren 7. Он был одобрен после четырехлетнего процесса отбора, включающего всестороннее тестирование. Кодек G.722.1 обеспечивает только скорость передачи 24 и 32 кбит/с и не поддерживает скорость передачи 16 кбит/с Siren 7. Алгоритм Siren 7 идентичен его преемнику G.722.1, хотя форматы данных немного отличаются.
Siren 14 (или Siren14) обеспечивает 14 аудио кГц, битрейт 24, 32, 48 кбит/с для моно, 48, 64, 96 кбит/с для стерео и частота дискретизации 32 кГц. Siren 14 поддерживает стерео и моно звук. Он предлагает алгоритмическую задержку 40 миллисекунд, используя длину кадра 20 миллисекунд. Моно версия Siren 14 стала ITU-T G.722.1C (14 кГц, 24/32/48 кбит/с) в апреле 2005 г. Алгоритм основан на технологии кодирования с преобразованием с использованием модулированного перекрывающегося преобразования (MLT), типа дискретного косинусного преобразования (DCT)  или модифицированного дискретного косинусного преобразования (MDCT).
Siren 22 (или Siren22) обеспечивает 22 аудио кГц, частота дискретизации 48 кГц, скорости передачи 64, 96, 128 кбит/с стерео и 32, 48, 64 кбит/с моно. Siren 22 предлагает алгоритмическую задержку 40 миллисекунд с использованием длины кадра 20 миллисекунд. В мае 2008 года ITU-T утвердил новый полнодиапазонный кодек G.719, основанный на аудиотехнологии Polycom Siren 22 и передовых аудиотехнологиях Ericsson.

## Поддержка в программном обеспечении
Кодирование звука кодеком Siren 7 обычно используется в системах видеоконференцсвязи, а также является частью Microsoft Office Communicator при использовании аудио/видеоконференций. Microsoft Office Communications Server использует Siren 7 во время аудиоконференций. В клиенте Office Communicator по умолчанию передача звука «точка-точка» по умолчанию выполняется с использованием проприетарного кодека Microsoft RTAudio . Когда вызов транслируется в аудиоконференцию (каждый раз, когда к ней присоединяются 3 или более участников), кодек на лету переключается на сирену. Это сделано из соображений производительности. Обратите внимание, что даже если в конференции участвует менее 3 участников, OCS не переводит конференцию в режим «точка-точка»; она остается аудио/видеоконференцией до тех пор, пока конференция не будет завершена.
В Windows XP и более поздних версиях Windows кодек Siren 7 реализован в%systemroot%\system32\SIRENACM.DLL DLL . Он используется MSN Messenger и Live Messenger для отправки и получения голосовых клипов, а также в качестве одного из доступных кодеков для функции «Компьютерный вызов».
Коммуникационное программное обеспечение с открытым исходным кодом FreeSWITCH может выполнять транскодирование, конференц-связь и соединение аудиоформатов Siren 7/G.722.1 и Siren 14/G.722.1C.
aMSN, альтернативная программа с открытым исходным кодом, созданная как бесплатный вариант Windows Live Messenger, использует для сжатия и распаковки звука Siren библиотеку «libsiren» -  реализацию кодека с открытым исходным кодом, написанную разработчиком aMSN Юнессом Алауи (KaKaRoTo). Библиотека libsiren также была скопирована в libmsn и в проект msn-pecan, который предоставляет подключаемый модуль для клиентов обмена мгновенными сообщениями Pidgin и Adium .

## Лицензирование
Использование форматов кодирования звука Siren 7 и Siren 14 требует лицензирования патентов Polycom в большинстве стран. Бесплатная лицензия для Siren 7 и Siren 14 доступна от Polycom при соблюдении определенных довольно простых условий.
Использование Siren 22 также требует лицензирования патентов от компании Polycom.

## внешние ссылки
- Polycom Siren/G 722.1
- Часто задаваемые вопросы о Polycom Siren/G 722.1 (англ. яз.)
- Polycom Siren 14/G 722.1C
- PolyCom Siren 22